# Ernst Friedrich Gurlt
Ernst Friedrich Gurlt, född 13 oktober 1794 i Drentkau vid Grünberg i Schlesien, död 13 augusti 1882 i Berlin, var en tysk veterinär. Han var far till Ernst Julius Gurlt.
Gurlt blev 1826 professor vid veterinärskolan i Berlin och var 1849–1870 teknisk direktör för denna. Tillsammans med Carl Heinrich Hertwig redigerade han Magazin für die gesammte Thierheilkunde (1835–1874).